# Netflix & Chill
Netflix & Chill ist ein Lied des deutschen Rappers Kay One aus dem Jahr 2018, in Zusammenarbeit mit dem deutschen Popsänger Mike Singer.

## Entstehung und Veröffentlichung
Geschrieben wurde das Lied vom Interpreten selbst, zusammen mit dem Koautoren Boris Fleck (Stard Ova). Stard Ova zeichnete zudem auch für die Produktion verantwortlich.
Die Erstveröffentlichung von Netflix & Chill erfolgte als Single am 25. Mai 2018 im Selbstverlag Kay Ones. Diese erschien als digitaler Einzeltrack zum Download und Streaming. Am 7. September 2018 erschien das Lied als Teil von Kay Ones sechsten Studioalbum Makers Gonna Make (Tonpool 29054).

## Inhalt
Der Liedtext handelt von einem männlichen lyrischen Ich, dass mit seinem Gegenüber Netflix schauen will und versucht ihm unter anderem mit den Worten: „Und seh' ich diese Beine, denk' ich nur an's Eine. Ich kann nichts dafür, ich muss sie berühren.“ begreiflich zu machen, dass er sie liebe und Sex will. Die Hooklines werden von Mike Singer interpretiert.

„Mann, ich will Netflix und chill’n

Ich schreib’ dich an und hoff’, du bist dabei

Heut’ fahren wir unseren eigenen Film.

Und der dreht sich nur um uns zwei.“

## Musikvideo
Das Musikvideo zu Netflix & Chill entstand unter der Regie von Adrian Meschi und zählte bis Oktober 2024 über 19 Millionen Aufrufe auf der Videoplattform YouTube.

## Chartplatzierungen
| ChartsChartplatzierungen | Höchstplatzierung | Wochen |
| ------------------------ | ----------------- | ------ |
| Deutschland (GfK)        | 11 (8 Wo.)        | 8      |
| Österreich (Ö3)          | 15 (4 Wo.)        | 4      |
| Schweiz (IFPI)           | 54 (1 Wo.)        | 1      |